# Aymeric Priam
Pour les articles homonymes, voir Priam (homonymie).
Aymeric Priam (né le 26 juin 2000 à Fort-de-France) est un athlète français, spécialiste des épreuves de sprint.

## Biographie
Il se révèle en 2019 en devenant champion de France junior du 60 mètres et du 100 mètres. Il atteint les demi-finales du 100 m lors des championnats d'Europe juniors.
En 2021, il devient champion de France espoir en salle du 60 mètres, et champion de France en plein air du 100 m et du 200 m.
Il est sélectionné dans l'équipe de France du relais 4 × 100 m lors des championnats du monde 2022 et 2023, et lors des championnats d'Europe 2022 mais il ne prend pas part aux compétitions.

## Palmarès

### International
| Date | Compétition     | Lieu   | Résultat | Épreuve   | Temps   |
| ---- | --------------- | ------ | -------- | --------- | ------- |
| 2024 | Relais mondiaux | Nassau | 3e       | 4 × 100 m | 38 s 44 |

## Records
| Épreuve | Temps   | Vent  | Lieu            | Date          |
| ------- | ------- | ----- | --------------- | ------------- |
| 100 m   | 10 s 27 | + 1,2 | Remire-Montjoly | 13 avril 2024 |
| 200 m   | 20 s 96 | + 1,1 | Remire-Montjoly | 13 avril 2024 |